# Joanis Andreu
Joanis Andreu (data i miejsce urodzenia oraz śmierci są nieznane) – grecki pływak, srebrny medalista igrzysk w Atenach.
Podczas igrzysk w Atenach Andreu wystartował w konkurencji 1200 metrów stylem dowolnym. Dystans ten przepłynął w czasie 21 minut 3,4 sekundy, przegrywając z Węgrem Alfrédem Hajósem o blisko 3 minuty.